# Aréna Jacques Plante
Aréna Jacques Plante je 3700 sedadlová aréna v Shawiniganu v Québecu v Kanadě. Aréna byla postavenu roku 1937 se jménem Shawinigan Municipal Auditorium, ale na počest hokejové legendy Jacquese Planta byla přejmenována na Aréna Jacques Plante. V roce 2008 byla budova uzavřena ve prospěch nového centra Bionest sousedícího s arénou.